# Maduvinabeedu, Chamarajanagar
Maduvinabeedu là một làng thuộc tehsil Chamarajanagar, huyện Chamarajanagar, bang Karnataka, Ấn Độ.